# Меербаум-Айзингер, Зельма
Зельма Меербаум-Айзингер (нем. Selma Meerbaum-Eisinger, 15 августа 1924, Черновцы, Румыния — 16 декабря 1942, Михайловка, Транснистрия) — немецкоязычная поэтесса еврейского происхождения, жившая в Черновицах (тогда Румыния) и погибшая в Холокосте в возрасте 18 лет. Родственница (троюродная сестра) Пауля Целана.

## Биография
Родилась в семье Макса (Хаима-Меера Менделевича) Меербаума (1892 — 9 ноября 1924, умер от чахотки), хозяина магазина, и Фредерики Шрагер. В 1928 году мать вторично вышла замуж за Лео Айзингера.
Увлекалась литературой с раннего возраста. Среди авторов, повлиявших на неё, отмечают Г. Гейне, Р. М. Рильке, Клабунда, Поля Верлена и Рабиндраната Тагора. В 1938 начала сама писать стихи и переводила между 4 языками — французским, румынским, идишем и немецким. До 1940 года училась в частной еврейской гимназии Hofmann-Lyzeum. После перехода города к СССР в 1940 году многие из её товарищей по сионистскому кружку были арестованы.
После начала войны в 1941 году семья была вынуждена перебраться в гетто, а в 1942 году была депортирована в трудовой лагерь села Михайловка (Транснистрия), где Зельма умерла от сыпного тифа. Её родители вскоре также умерли от тифа.

## Творчество
Сохранились 57 стихотворений Зельмы, написанных карандашом и переплетённых вручную в сборник, названный «Blütenlese» («Сбор цветов»), из них 52 её собственного сочинения, остальные — переводы с идиша (Ицик Мангер, Г. Лейвик), французского (Поль Верлен) и румынского (Дисчипол Михня). Стихи были датированы маем 1939 — декабрём 1941. Сборник был посвящён её возлюбленному и другу Лейзеру Фихману, старше её на год. Предполагалось, что Фихман передаст сборник ещё одному другу, который смог бы по приезде в Израиль издать его. Однако Фихман погиб в дороге и не смог передать рукопись.
О стихах Зельмы было известно только узкому кругу друзей, сохранивших их. В 1976 году они были изданы литературоведом Гершем Сегалом в Реховоте (Израиль); второе издание состоялось в 1979 в Тель-Авиве. В Германии сборник был издан в 1980 году благодаря усилиям журналиста и исследователя Юргена Штерке, под названием «Ich bin in Sehnsucht eingehüllt» («Я объята тоской»). В ноябре 2005 вышла аудиокнига со стихами.
В 2001 в театре города Фюрт (Германия) была поставлена пьеса о Зельме, где её стихи были положены на музыку.
В Черновцах установлена мемориальная доска её памяти.